# Последната жена
„Последната жена“ (на френски: La Dernière femme; на италиански: L'ultima donna) е италианско-френски драматичен филм от 1976 година на режисьора Марко Ферери по сценарий, написан от него в съавторство с Рафаел Аскона. Главните роли се изпълняват от Жерар Депардийо и Орнела Мути.

## Сюжет
Инженерът Жерар не се разбира със съпругата си и предпочита да води свободен начин на живот. Той има малък син, за когото предпочита да се грижи сам, като не иска да го даде на своята съпруга, която е феминистка. Той се запознава в детската градина с бавачката Валери. Валери се установява в апартамента на Жерар и те се отдават на любов без ограничения. Детето е свидетел на сексуалните развлечения. Валери е недоволна, че Жерар в секса е загрижен само за себе си и не се старае да задоволява и нейните плътски желания. При една жена майчините инстинкти към детето постепенно се събуждат. Тя става предизвикателно студена в леглото и, посочвайки члена на партньора си, казва: „Без него мъжете сте нищо“. Жерар се опитва да търси утеха в секс с други жени, което само влошава ситуацията. Жерар се решава към отчаяно действие. Той се кастрира с електрически нож.

## В ролите
| Изпълнител       | Роля                |
| ---------------- | ------------------- |
| Жерар Депардийо  | Жерар               |
| Орнела Мути      | Валери              |
| Мишел Пиколи     | Мишел               |
| Ренато Салватори | Рене                |
| Зузу             | Габриел             |
| Натали Бай       | Момичето с черешите |